# Élections législatives de 1993 dans la Haute-Vienne
Les élections législatives françaises de 1993 se déroulent les 21 et 28 mars 1993. Dans le département de la Haute-Vienne, quatre députés sont à élire dans le cadre de quatre circonscriptions.

## Élus
| Circonscription | Député sortant        | Parti | Parti | Député élu ou réélu  | Parti | Parti |
| --------------- | --------------------- | ----- | ----- | -------------------- | ----- | ----- |
| 1re             | Robert Savy           |       | PS    | Alain Marsaud        |       | RPR   |
| 2e              | Jean-Claude Peyronnet |       | PS    | Évelyne Guilhem      |       | RPR   |
| 3e              | Marcel Mocœur         |       | PS    | Jacques-Michel Faure |       | RPR   |
| 4e              | Alain Rodet           |       | PS    | Alain Rodet          |       | PS    |

## Positionnement des partis
Les candidats d'alliance RPR-UDF et divers droite se présentent sous la bannière de l'Union pour la France et ceux du Parti socialiste derrière l'Alliance des Français pour le Progrès. Par ailleurs, Les Verts et Génération écologie s'unissent sous l'étiquette Entente des écologistes.

## Résultats

### Résultats à l'échelle du département
| Parti          | Parti                                 | Premier tour | Premier tour | Second tour | Second tour | Sièges |
| Parti          | Parti                                 | Voix         | %            | Voix        | %           | Sièges |
| -------------- | ------------------------------------- | ------------ | ------------ | ----------- | ----------- | ------ |
|                | Rassemblement pour la République      | 64 659       | 35,70        | 96 478      | 52,60       | 3      |
|                | Union pour la démocratie française    | 4 718        | 2,61         |             |             | 0      |
|                | Union pour la France                  | 69 377       | 38,31        | 96 478      | 52,60       | 3      |
|                |                                       |              |              |             |             |        |
|                | Parti socialiste                      | 44 328       | 24,48        | 86 948      | 47,40       | 1      |
|                | Alliance des Français pour le progrès | 44 328       | 24,48        | 86 948      | 47,40       | 1      |
|                |                                       |              |              |             |             |        |
|                | Les Verts                             | 8 542        | 4,72         |             |             | 0      |
|                | Génération écologie                   | 6 579        | 3,63         | 0           |             |        |
|                | Entente des écologistes               | 15 121       | 8,35         |             |             | 0      |
|                |                                       |              |              |             |             |        |
|                | Extrême gauche dont LO                | 22 797       | 12,59        | Retrait     | Retrait     | 0      |
|                | Parti communiste français             | 14 408       | 7,96         |             |             | 0      |
|                | Front national                        | 12 432       | 6,86         | 0           |             |        |
|                | Le Trèfle - Les nouveaux écologistes  | 2 637        | 1,46         | 0           |             |        |
|                |                                       |              |              |             |             |        |
| Inscrits       | Inscrits                              | 262 824      | 100,00       | 262 818     | 100,00      | 4      |
| Abstentions    | Abstentions                           | 67 020       | 25,5         | 61 560      | 23,42       |        |
| Votants        | Votants                               | 195 804      | 74,5         | 201 258     | 76,58       |        |
| Blancs et nuls | Blancs et nuls                        | 14 704       | 7,51         | 17 832      | 8,86        |        |
| Exprimés       | Exprimés                              | 181 100      | 92,49        | 183 426     | 91,14       |        |

### Résultats par circonscription

#### Première circonscription (Limoges-Centre)
| Candidat       | Candidat            | Parti          | Premier tour | Premier tour | Second tour | Second tour |  |
| Candidat       | Candidat            | Parti          | Voix         | %            | Voix        | %           |  |
| -------------- | ------------------- | -------------- | ------------ | ------------ | ----------- | ----------- |  |
|                | Alain Marsaud élu   | RPR            | 13 037       | 35,1         | 22 694      | 60,73       |  |
|                | Robert Savy sortant | PS (ADFP)      | 8 308        | 22,37        | 14 677      | 39,27       |  |
|                | Raymond Archer      | UDF (PR)       | 4 718        | 12,7         |             |             |  |
|                | Bernard Devalois    | GÉ (EÉ)        | 3 130        | 8,43         |             |             |  |
|                | Antoine Orabona     | FN             | 2 667        | 7,18         |             |             |  |
|                | Claude Toulet       | PCF            | 2 165        | 5,83         |             |             |  |
|                | Claude Charpentier  | CAP            | 1 666        | 4,49         |             |             |  |
|                | Catherine Dumon     | LO             | 740          | 1,99         |             |             |  |
|                | René Scheyer        | LT-LNÉ         | 711          | 1,91         |             |             |  |
|                |                     |                |              |              |             |             |  |
| Inscrits       | Inscrits            | Inscrits       | 52 950       | 100,00       | 52 951      | 100,00      |  |
| Abstentions    | Abstentions         | Abstentions    | 13 151       | 24,84        | 12 058      | 22,77       |  |
| Votants        | Votants             | Votants        | 39 799       | 75,16        | 40 893      | 77,23       |  |
| Blancs et nuls | Blancs et nuls      | Blancs et nuls | 2 657        | 6,68         | 3 522       | 8,61        |  |
| Exprimés       | Exprimés            | Exprimés       | 37 142       | 93,32        | 37 371      | 91,39       |  |

#### Deuxième circonscription (Saint-Junien)
| Candidat       | Candidat                      | Parti          | Premier tour | Premier tour | Second tour | Second tour |  |
| Candidat       | Candidat                      | Parti          | Voix         | %            | Voix        | %           |  |
| -------------- | ----------------------------- | -------------- | ------------ | ------------ | ----------- | ----------- |  |
|                | Évelyne Guilhem élue          | RPR (UPF)      | 19 135       | 37,43        | 26 670      | 51,2        |  |
|                | Jean-Claude Peyronnet sortant | PS (ADFP)      | 11 897       | 23,27        | 25 418      | 48,8        |  |
|                | Roland Mazoin                 | diss. PCF      | 9 457        | 18,5         | Retrait     | Retrait     |  |
|                | Joël Ratier                   | PCF            | 3 561        | 6,97         |             |             |  |
|                | Bernard Soury                 | GÉ (EÉ)        | 3 449        | 6,75         |             |             |  |
|                | Jean Fredon                   | FN             | 3 114        | 6,09         |             |             |  |
|                | Geneviève Coupeau             | LT-LNÉ         | 514          | 1,01         |             |             |  |
|                |                               |                |              |              |             |             |  |
| Inscrits       | Inscrits                      | Inscrits       | 72 624       | 100,00       | 72 620      | 100,00      |  |
| Abstentions    | Abstentions                   | Abstentions    | 17 618       | 24,26        | 16 042      | 22,09       |  |
| Votants        | Votants                       | Votants        | 55 006       | 75,74        | 56 578      | 77,91       |  |
| Blancs et nuls | Blancs et nuls                | Blancs et nuls | 3 879        | 7,05         | 4 490       | 7,94        |  |
| Exprimés       | Exprimés                      | Exprimés       | 51 127       | 92,95        | 52 088      | 92,06       |  |

#### Troisième circonscription (Limoges - Bellac)
| Candidat       | Candidat                 | Parti          | Premier tour | Premier tour | Second tour | Second tour |  |
| Candidat       | Candidat                 | Parti          | Voix         | %            | Voix        | %           |  |
| -------------- | ------------------------ | -------------- | ------------ | ------------ | ----------- | ----------- |  |
|                | Jacques-Michel Faure élu | RPR (UPF)      | 16 883       | 37,31        | 24 694      | 53,33       |  |
|                | Bernard Brouille         | PS (ADFP)      | 10 469       | 23,14        | 21 613      | 46,67       |  |
|                | Jean-Claude Fauvet       | diss. PCF      | 4 274        | 9,45         |             |             |  |
|                | Marcel Bayle             | Les Verts (EÉ) | 4 245        | 9,38         |             |             |  |
|                | Annie Barbier            | PCF            | 4 200        | 9,28         |             |             |  |
|                | Maxime Labesse           | FN             | 3 203        | 7,08         |             |             |  |
|                | Daniel Mournetas         | LO             | 1 303        | 2,88         |             |             |  |
|                | André Morla              | LT-LNÉ         | 673          | 1,49         |             |             |  |
|                |                          |                |              |              |             |             |  |
| Inscrits       | Inscrits                 | Inscrits       | 67 540       | 100,00       | 67 538      | 100,00      |  |
| Abstentions    | Abstentions              | Abstentions    | 18 322       | 27,13        | 16 762      | 24,82       |  |
| Votants        | Votants                  | Votants        | 49 218       | 72,87        | 50 776      | 75,18       |  |
| Blancs et nuls | Blancs et nuls           | Blancs et nuls | 3 968        | 8,06         | 4 469       | 8,8         |  |
| Exprimés       | Exprimés                 | Exprimés       | 45 250       | 91,94        | 46 307      | 91,2        |  |

#### Quatrième circonscription (Limoges - Saint-Léonard-de-Noblat)
| Candidat       | Candidat                  | Parti          | Premier tour | Premier tour | Second tour | Second tour |  |
| Candidat       | Candidat                  | Parti          | Voix         | %            | Voix        | %           |  |
| -------------- | ------------------------- | -------------- | ------------ | ------------ | ----------- | ----------- |  |
|                | Camille Geutier           | RPR (UPF)      | 15 604       | 32,79        | 22 420      | 47,04       |  |
|                | Alain Rodet sortant réélu | PS (ADFP)      | 13 654       | 28,7         | 25 240      | 52,96       |  |
|                | Jean-Pierre Normand       | PCF            | 4 482        | 9,42         |             |             |  |
|                | Josette Rejou             | Les Verts (EÉ) | 4 297        | 9,03         |             |             |  |
|                | Jacques Jouve             | SÉGA           | 4 138        | 8,7          |             |             |  |
|                | Isabelle Genot            | FN             | 3 448        | 7,25         |             |             |  |
|                | Claudine Roussie          | LO             | 1 219        | 2,56         |             |             |  |
|                | Martine Busato            | LT-LNÉ         | 739          | 1,55         |             |             |  |
|                |                           |                |              |              |             |             |  |
| Inscrits       | Inscrits                  | Inscrits       | 69 710       | 100,00       | 69 709      | 100,00      |  |
| Abstentions    | Abstentions               | Abstentions    | 17 929       | 25,72        | 16 698      | 23,95       |  |
| Votants        | Votants                   | Votants        | 51 781       | 74,28        | 53 011      | 76,05       |  |
| Blancs et nuls | Blancs et nuls            | Blancs et nuls | 4 200        | 8,11         | 5 351       | 10,09       |  |
| Exprimés       | Exprimés                  | Exprimés       | 47 581       | 91,89        | 47 660      | 89,91       |  |